# NGC 2634
NGC 2634 is een elliptisch sterrenstelsel in het sterrenbeeld Giraffe. Het hemelobject werd op 11 augustus 1882 ontdekt door de Duitse astronoom Ernst Wilhelm Leberecht Tempel.

## Synoniemen
- UGC 4581
- MCG 12-9-15
- ZWG 331.66
- ZWG 332.13
- PGC 24749